# Emmanuel Kriaras

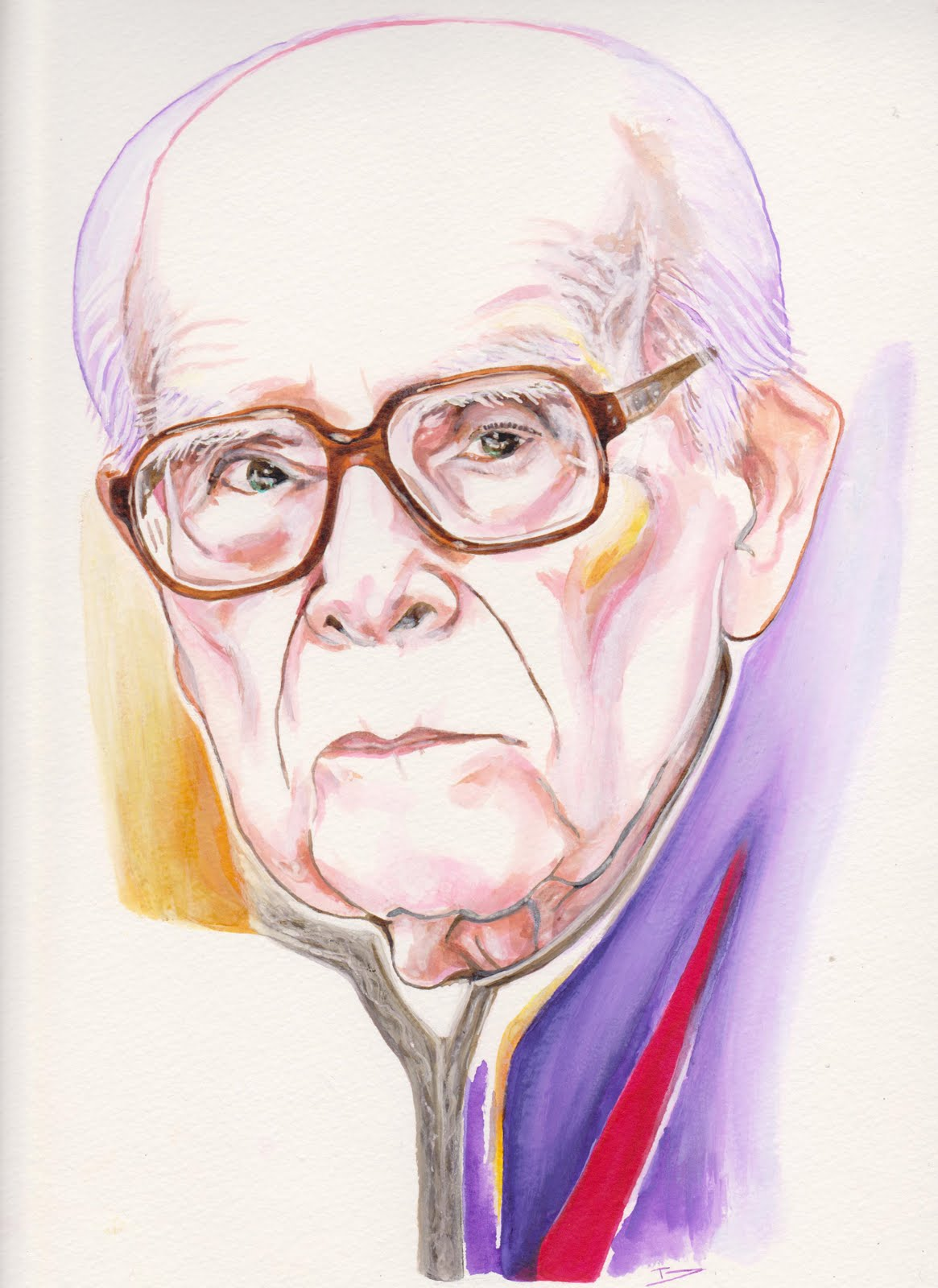
Emmanuel Kriaras

Emmanuel G. Kriaras (Grieks: Εμμανουήλ Κριαράς) (Piraeus, 28 november 1906 – Thessaloníki, 22 augustus 2014) was een Grieks filoloog en lexicograaf.
Kriaras werd geboren nabij Athene maar bracht zijn jeugd door op het eiland Milos. In 1929 studeerde hij aan de Universiteit van Athene af als filosoof. Ioannis Psycharis was een van zijn leermeesters. Hij deed uitgebreid onderzoek naar de Griekse taal. In 1950 begon hij aan een leerstoel aan de Aristoteles-universiteit van Thessaloniki.
Hij was sinds 1936 gehuwd met Ekaterini Striphou (1909-2000). Hij overleed op 107-jarige leeftijd in Thessaloniki.